# Tetraloniella nana
Tetraloniella nana là một loài Hymenoptera trong họ Apidae. Loài này được Morawitz mô tả khoa học năm 1874.